# Чемпіонат Європи з водних видів спорту 1938
51°30′26″ пн. ш. 0°07′39″ зх. д. / 51.5072° пн. ш. 0.1275° зх. д.
Чемпіонат Європи з водних видів спорту 1938, 5-й за ліком, тривав з 6 до 13 серпня 1938 року в Лондоні (Велика Британія). Розіграно нагороди з плавання (на довгій воді), стрибків у воду і водного поло (чоловіки).

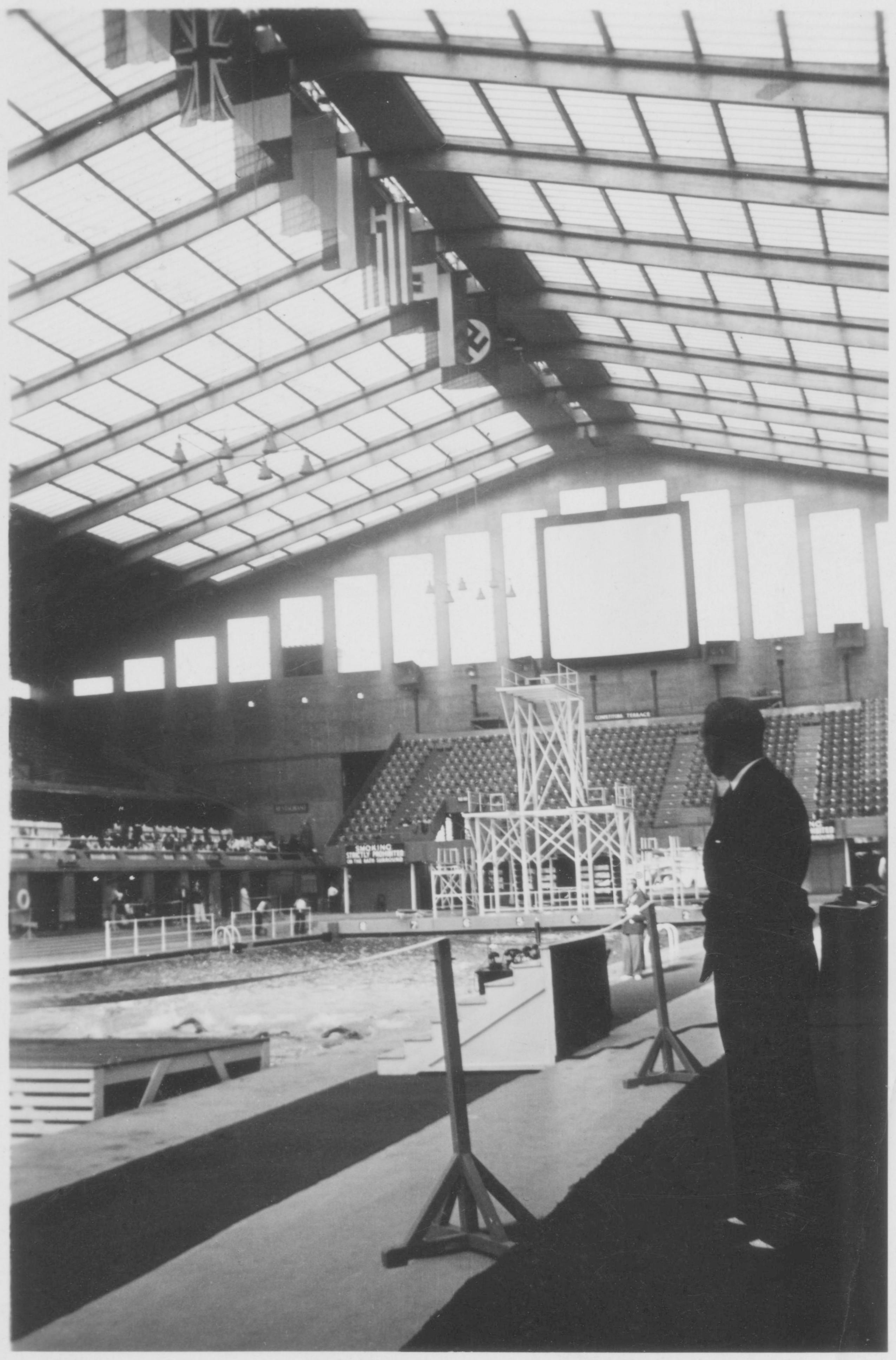
Імперський басейн Вемблі в перший день Чемпіонату Європи з водних видів спорту 1938. Лондон, 6 серпня 1938.

## Таблиця медалей
*   Країна-господарка ( Велика Британія)
| Місце               | Країна              | Золото | Срібло | Бронза | Загалом |
| ------------------- | ------------------- | ------ | ------ | ------ | ------- |
| 1                   | Німеччина           | 5      | 7      | 2      | 14      |
| 2                   | Данія               | 5      | 1      | 1      | 7       |
| 3                   | Нідерланди          | 2      | 3      | 4      | 9       |
| 4                   | Швеція              | 2      | 1      | 0      | 3       |
| 5                   | Велика Британія*    | 1      | 3      | 5      | 9       |
| 6                   | Угорщина            | 1      | 0      | 3      | 4       |
| 7                   | Франція             | 0      | 1      | 0      | 1       |
| 8                   | Бельгія             | 0      | 0      | 1      | 1       |
| 8                   | Югославія           | 0      | 0      | 1      | 1       |
| Загалом (9 збірних) | Загалом (9 збірних) | 16     | 16     | 17     | 49      |

## Медальний залік

### Стрибки у воду
Змагання чоловіків
| Дисципліна    | Золото      | Золото | Срібло      | Срібло | Бронза                          | Бронза |
| ------------- | ----------- | ------ | ----------- | ------ | ------------------------------- | ------ |
| Трамплін, 3 м | Ергард Вайс | 148.02 | Фріц Гастер | 137.50 | Фредерік Годжес Велика Британія | 132.52 |
| Вишка, 10 м   | Ергард Вайс | 124.67 | Ганс Кіціґ  | 121.53 | Ласло Хідвегі                   | 107.22 |

Змагання жінок
| Дисципліна    | Золото                      | Золото | Срібло                     | Срібло | Бронза                     | Бронза |
| ------------- | --------------------------- | ------ | -------------------------- | ------ | -------------------------- | ------ |
| Трамплін, 3 м | Бетті Слейд Велика Британія | 103.60 | Ґерда Даумерланґ           | 102.28 | Една Чайлд Велика Британія | 100.40 |
| Вишка, 10 м   | Інґе Бекен Данія            | 37.09  | Анн-Марґрет Нірлінґ Швеція | 36.92  | Зузе Гайнце                | 36.39  |

### Плавання
Змагання чоловіків
| Дисципліна                      | Золото                                               | Золото  | Срібло                                                      | Срібло  | Бронза                                                              | Бронза  |
| ------------------------------- | ---------------------------------------------------- | ------- | ----------------------------------------------------------- | ------- | ------------------------------------------------------------------- | ------- |
| 100 м вільним стилем            | Кес Говінґ Нідерланди                                | 59.8    | Фредерік Дав Велика Британія                                | 1:00.6  | Іштван Кереші                                                       | 1:01.2  |
| 400 м вільним стилем            | Б'єрн Борґ Швеція                                    | 4:51.6  | Вернер Плат                                                 | 4:56.2  | Норман Вайнрайт Велика Британія                                     | 4:56.3  |
| 1500 м вільним стилем           | Б'єрн Борґ Швеція                                    | 19:55.6 | Боб Лейверс Велика Британія                                 | 19:57.0 | Гайнц Арендт                                                        | 20:12.6 |
| 100 м на спині                  | Гайнц Шлаух                                          | 1:09.0  | Ґергард Нюске                                               | 1:10.8  | Арпад Лендьєль Stans Scheffer                                       | 1:12.0  |
| 200 м брасом                    | Йоахім Бальке                                        | 2:45.8  | Ервін Зітас                                                 | 2:45.9  | Антон Церер Югославія                                               | 2:47.6  |
| естафета 4×200 м вільним стилем | Вернер Бірр Вольфґанґ Гаймліх Ганс Фрезе Вернер Плат | 9:17.6  | Франція Ролан Паяр Крістіан Таї Рене Савалеро Альфред Накаш | 9:22.6  | Велика Британія Фредерік Дав Кеннет Дін Боб Лейверс Норман Вайнрайт | 9:24.6  |

Змагання жінок
| Дисципліна                      | Золото                                                           | Золото | Срібло                                                         | Срібло | Бронза                                                                | Бронза |
| ------------------------------- | ---------------------------------------------------------------- | ------ | -------------------------------------------------------------- | ------ | --------------------------------------------------------------------- | ------ |
| 100 м вільним стилем            | Раґнгільд Гвеґер Данія                                           | 1:06.2 | Бірте Ове-Петерсен Данія                                       | 1:06.8 | Рі ван Вен Нідерланди                                                 | 1:08.4 |
| 400 м вільним стилем            | Раґнгільд Гвеґер Данія                                           | 5:09.0 | Рі ван Вен Нідерланди                                          | 5:27.7 | Фернанде Сарун Бельгія                                                | 5:33.4 |
| 100 м на спині                  | Кор Кінт Нідерланди                                              | 1:15.0 | Іет ван Феґґелен Нідерланди                                    | 1:15.9 | Бірте Ове-Петерсен Данія                                              | 1:17.0 |
| 200 м брасом                    | Інґе Серенсен Данія                                              | 3:05.4 | Доріс Сторі Велика Британія                                    | 3:06.0 | Йопі Валберґ Нідерланди                                               | 3:06.2 |
| естафета 4×100 м вільним стилем | Данія Ева Арндт Ґунвор Крафт Бірте Ове-Петерсен Раґнгільд Гвеґер | 4:31.6 | Нідерланди Алі Стейл Труде Малкорпс Рі ван Вен Віллі ден Ауден | 4:39.5 | Велика Британія Зілфа Ґрант Джойс Герровбі Марджері Гінтон Олів Вадам | 4:51.4 |

### Водне поло
| Дисципліна       | Золото   | Срібло    | Бронза     |
| ---------------- | -------- | --------- | ---------- |
| чоловічий турнір | Угорщина | Німеччина | Нідерланди |